# Аврора (имя)
Аврора — женское имя, образованное от латинского слова рассвет, обозначающего римскую богиню Аврору.
День имени Авроры — 10 марта.

## Происхождение
Хотя оно использовалось до XX века, оно стало более распространенным после Революции 1917 года из-за роли крейсера «Аврора» в событиях. Между 1924 и 1930 годами это имя было включено в несколько советских календарей, которые включали новые и часто искусственно созданные имена, пропагандирующие новые советские реалии и способствующие разрыву с традицией использования имён в православных святцах.